# Підлопатковий м'яз
Підлопатковий м'яз (лат. Musculus subscapularis) — плоский трикутний м'яз, що відноситься до м'язів плечового пояса. В ньому розрізняють два шари — поверхневий і глибокий. Глибокі пучки починаються від підлопаткової ямки лопатки, а поверхневі — від підлопаткової фасції, яка прикріплюється до країв підлопаткової ямки. Прямуючи латерально, м'яз переходить в невелике сухожилля, зростається з передньою поверхнею суглобової капсули плечового суглоба. При скороченні м'яз відтягує капсулу суглоба. Сухожилля прикріплюється до малого горбка і гребеня малого горбка плечової кістки. В області прикріплення сухожилля є невелика підсухожилкова сумка підлопаткового м'яза (лат. Bursa subtendinea musculi subscapularis), сполучена з порожниною плечового суглоба.

## Функція
Приводить плече до тулуба, обертає плече всередину (пронує), а також може натягувати суглобову капсулу, оберігаючи останню від утиску.